# Тревіс Болдрі
Тревіс Болдрі — американський письменник, оповідач аудіокниг і дизайнер відеоігор. Він найбільш відомий завдяки відеогрі Torchlight (2009), оповіданням аудіокниг із серії Cradle Вілла Вайта та своїм романом Legends & Lattes (2022), який отримав премію Astounding Award як найкращий новий письменник-фантаст.
Болдрі народився в 1977 році і виріс в Ідені, штат Техас.

## Кар'єра
Починаючи з 1998 року Болдрі розробляв і створював відеоігри, такі як Torchlight, Rebel Galaxy і Fate.
Він оповідав усі дванадцять записів серії Cradle Вілла Вайта, включаючи аудіо щомісячні бестселери The New York Times Bloodline, Reaper, Dreadgod і Waybound. Пол Констант із The Seattle Times описав його як «затребуваного оповідача аудіокниг».
Болдрі є автором роману Legends & Lattes (2022),, який у 2023 році отримав нагороду Astounding Award за найкращого нового письменника, також написав аудіокнигу (за яку він був номінований на премію Audie Award за фентезі). Він випустив приквел під назвою Bookshops & Bonedust у листопаді 2023 року.